# Vaxoncourt
Vaxoncourt är en kommun i departementet Vosges i regionen Grand Est (tidigare regionen Lorraine) i nordöstra Frankrike. Kommunen ligger i kantonen Châtel-sur-Moselle som tillhör arrondissementet Épinal. År 2022 hade Vaxoncourt 502 invånare.

## Befolkningsutveckling
Antalet invånare i kommunen Vaxoncourt
| Referens: INSEE |